# Ford Foundation

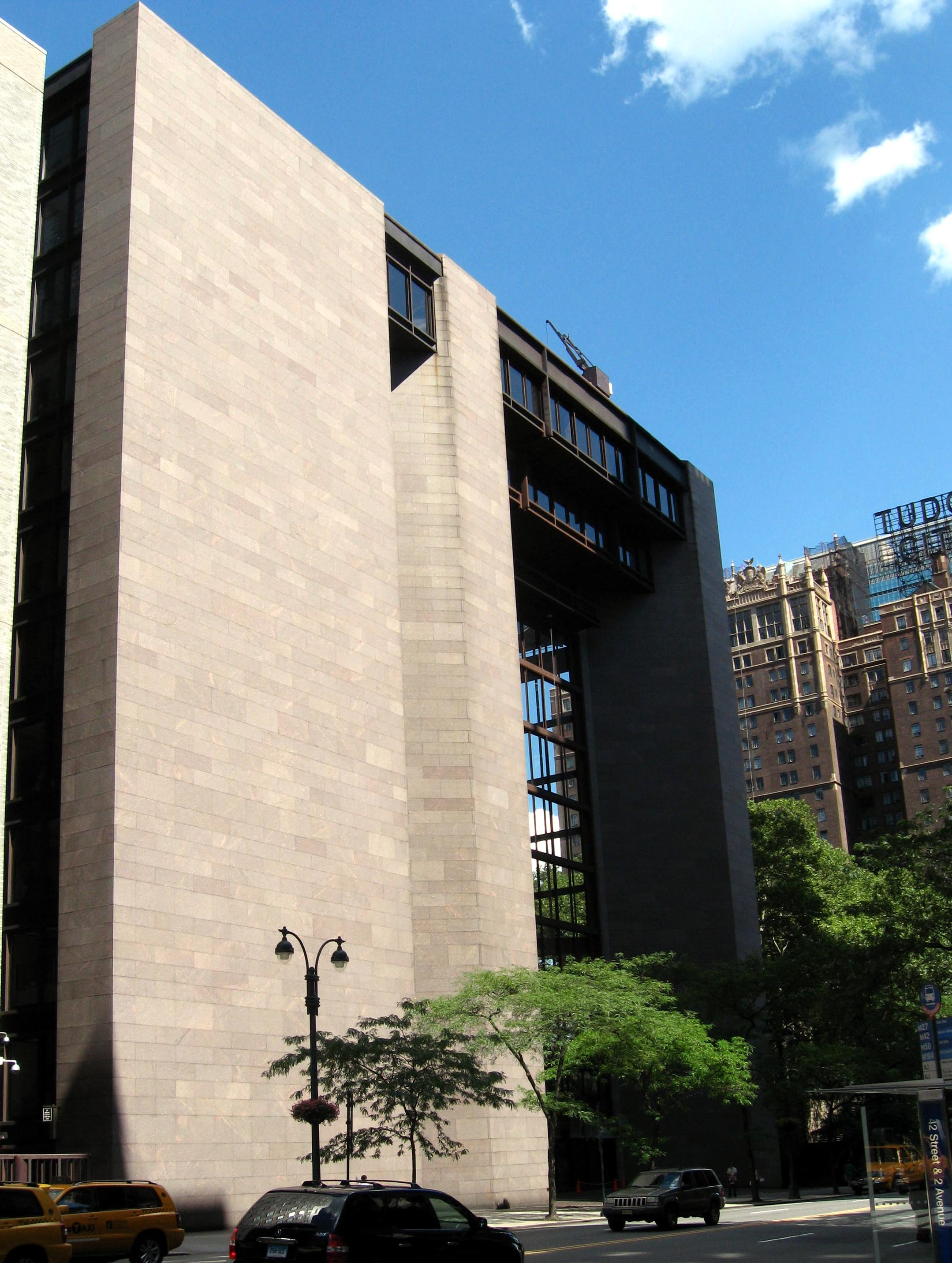
Siedziba fundacji w Nowym Jorku

The Ford Foundation (Fundacja Forda) – prywatna fundacja amerykańska z siedzibą w Nowym Jorku, działająca dla promowania demokracji, zmniejszania biedy i tworzenia porozumienia światowego. 
Ford Foundation powstała w 1936 r. z dotacji Henry’ego Forda i jego syna Edsela. Początkowo fundacja była wykorzystywana do tworzenia rodzinnych instytucji takich jak Henry Ford Hospital i Greenfield Village and Henry Ford Museum.
Po śmierci Henry’ego w roku 1947, a Edsela w 1943 r., Ford Foundation przeszła pod zarząd komisji, na której czele stanął H. Rowan Gaither. Wyznaczono wtedy nowe kierunki działalności instytucji. Uznano, że fundacja powinna działać na rzecz promocji pokoju, wolności i edukacji na całym świecie.
Dla zapewnienia środków finansowania swoich projektów, w latach 1954–1974 fundacja zbywała akcje Ford Motor Company, które otrzymała w spadkach po Edselu oraz Henrym Fordzie.
Od ponad 30 lat Ford Foundation, mimo swej nazwy i darczyńców, nie ma żadnych związków z rodziną Fordów, ani z Ford Motor Company. Henry Ford II, ostatni przedstawiciel Fordów w zarządzie instytucji, zrezygnował ze współpracy z nią w roku 1976.
Na koniec roku fiskalnego 2004 portfolio inwestycyjne Fundacji Forda wynosiło 10,5 mld USD, w postaci różnych grantów wydano na cele statutowe 520 mln.